# Laura de la Uz
Laura de la Uz (Havana, 4 de fevereiro de 1970) é uma atriz cubana. Ela foi indicada duas vezes ao prêmio Platino de melhor atriz e venceu o prêmio de melhor atriz no Festival de Havana em 2012.